# Cochran Peak
Cochran Peak är en bergstopp i Antarktis. Den ligger i Västantarktis. Chile gör anspråk på området. Toppen på Cochran Peak är 1 889 meter över havet.
Terrängen runt Cochran Peak är kuperad åt nordost, men åt sydväst är den platt. Trakten är obefolkad. Det finns inga samhällen i närheten.